# Chicheboville
Chicheboville település Franciaországban, Calvados megyében. Lakosainak száma 548 fő (2018. január 1.). Chicheboville Bellengreville, Billy, Conteville, Garcelles-Secqueville, Moult és Vimont községekkel határos.

## Népesség
A település népességének változása:
| Lakosok száma | 377  | 395  | 453  | 463  | 459  | 509  | 507  | 514  | 533  | 548  |
|               | 1968 | 1975 | 1982 | 1990 | 1999 | 2011 | 2013 | 2015 | 2017 | 2018 |